# Краса математики

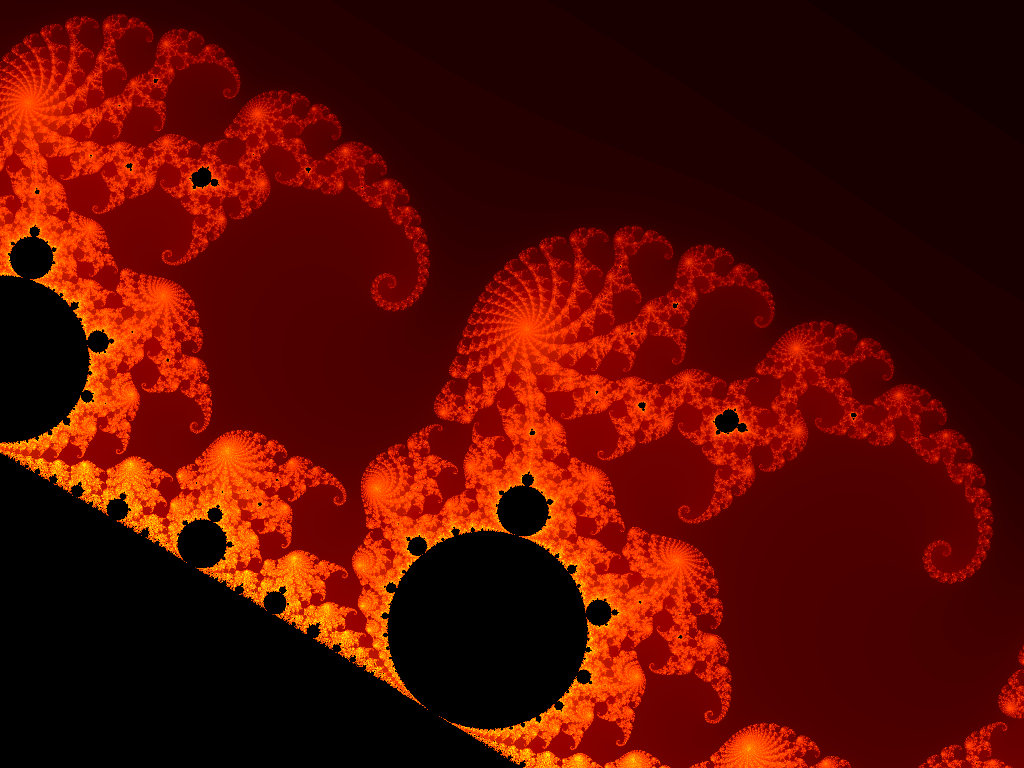
Межа множини Мандельброта

Краса математики — сприйняття математики як об'єкта естетичної насолоди, подібного до музики і поезії.
Правильний погляд на математику відкриває не тільки істину, але й бездоганну красу — холодну й сувору, як скульптура, відсторонену від людських слабкостей, позбавлену вигадливих вивертів живопису і музики — гірську кришталевість і строгу досконалість великого мистецтва. Справжній смак насолоди, захоплення, звільнення від тлінної людської оболонки — все це критерії вищої досконалості, які математика має нарівні з поезією.Оригінальний текст (англ.)
Mathematics, rightly viewed, possesses not only truth, but supreme beauty—a beauty cold and austere, like that of sculpture, without appeal to any part of our weaker nature, without the gorgeous trappings of painting or music, yet sublimely pure, and capable of a stern perfection such as only the greatest art can show. The true spirit of delight, the exaltation, the sense of being more than man, which is the touchstone of the highest excellence, is to be found in mathematics as surely as in poetry.— Бертран Расселл

## Краса методу
Математики часто називають елегантним метод доведення, який має одну або декілька з таких властивостей:
- Мінімум початкових постулатів або попередніх результатів.
- Гранична лаконічність.
- Незвичність побудови (наприклад, за допомогою теорем з іншої галузі математики).
- Використання нових, оригінальних ідей.
- Можливість узагальнення для розв'язання схожих задач.

У пошуках елегантного доведення математики використовують найрізноманітніші способи розв'язування задачі, оскільки перше знайдене доведення не обов'язково є найкращим. Рекордсменом за кількістю доведень (кілька сотень) є, ймовірно, теорема Піфагора. Інша відома теорема, доведена багатьма способами — квадратичний закон взаємності, для якої тільки Карл Фрідріх Гаусс опублікував 8 доведень, заснованих на абсолютно різних ідеях. На противагу елегантному, логічно коректне доведення з використанням трудомістких обчислень, надскладних методів, традиційних підходів, значного числа аксіом або доведень інших теорем називають грубим або незграбним.

## Краса розв'язку
Деякі математики вважають красивим розв'язок задачі, що встановлює зв'язок між галузями математики, які раніше вважалися непов'язаними. Такий результат часто називають глибоким. Одним з найвідоміших прикладів є тотожність Ейлера:
{\displaystyle \displaystyle e^{i\pi }+1=0\,.}
Цей особливий випадок формули Ейлера фізик Річард Фейнман назвав «нашим скарбом» і «найчудовішою формулою математики». Теорема про модулярність, за доведення якої Ендрю Вайлс і Роберт Ленглендс отримали премію Вольфа, встановлює важливий взаємозв'язок між еліптичними кривими і модулярними формами. Гіпотеза жахливої нісенітниці (англ. monstrous moonshine) пов'язує просту скінченну групу монстр із модулярними функціями через теорію струн — результат, за який Річарда Борхердса нагороджено Філдсівською премією.
Глибоким результатом також є виявлення несподіваних аспектів математичних структур. Наприклад, Theorema Egregium Гаусса — основна теорема теорії поверхонь — встановлює зв'язок між локальним явищем (кривиною) і глобальним (площею). Зокрема, площа трикутника на викривленій поверхні пропорційна його надлишку, причому коефіцієнт пропорційності визначається кривиною. Інший приклад — основна теорема аналізу (і її векторні варіанти, серед яких теорема Гріна і теорема Стокса).
Протилежністю глибокому результату є тривіальний. До таких можна віднести результати, що безпосередньо випливають з інших відомих результатів або застосовні тільки до специфічних об'єктів, таких як порожня множина. Втім, можливі випадки, коли формулювання теореми може бути досить оригінальним, щоб вважатися глибокою, навіть якщо її доведення цілком очевидне.
У книзі «Апологія математика» Годфрі Гарді припускає, що гарне доведення або результат повинні володіти «несподіванкою в поєднанні з непохитністю й економічністю». Несподіванка була важливим моментом багатьох математичних результатів Срініваси Рамануджана.
Італійський математик Джан-Карло Рота, проте, не визнає несподіванку достатньою умовою краси, наводячи такий контрприклад:
Дуже багато математичних теорем виявлялися несподіваними після їх опублікування; наприклад, близько двадцяти років тому (в 1957 році - прим.) доведення існування нееквівалентних диференційовних структур на сферах великої розмірності здавалося несподіваним, але нікому б і в голову не прийшло назвати цей факт красивим ні тоді, ні зараз.

М. І. Монастирський з легкою іронією пише:
Дуже важко знайти в минулому винаходи, аналогічні мілноровим вражаючим конструкціям різних диференціальних структур на семивимірній сфері... Первісне доведення Мілнора було не дуже конструктивним, однак Е. Бріскорн показав, що такі структури можна описати в досить наочній і красивій формі.
Ця розбіжність у думках ілюструє як суб'єктивність сприйняття математичної краси, так і її зв'язок з результатом: доведення існування екзотичних сфер справляє менше враження, ніж реалізація їх моделей.

## Відчуття краси

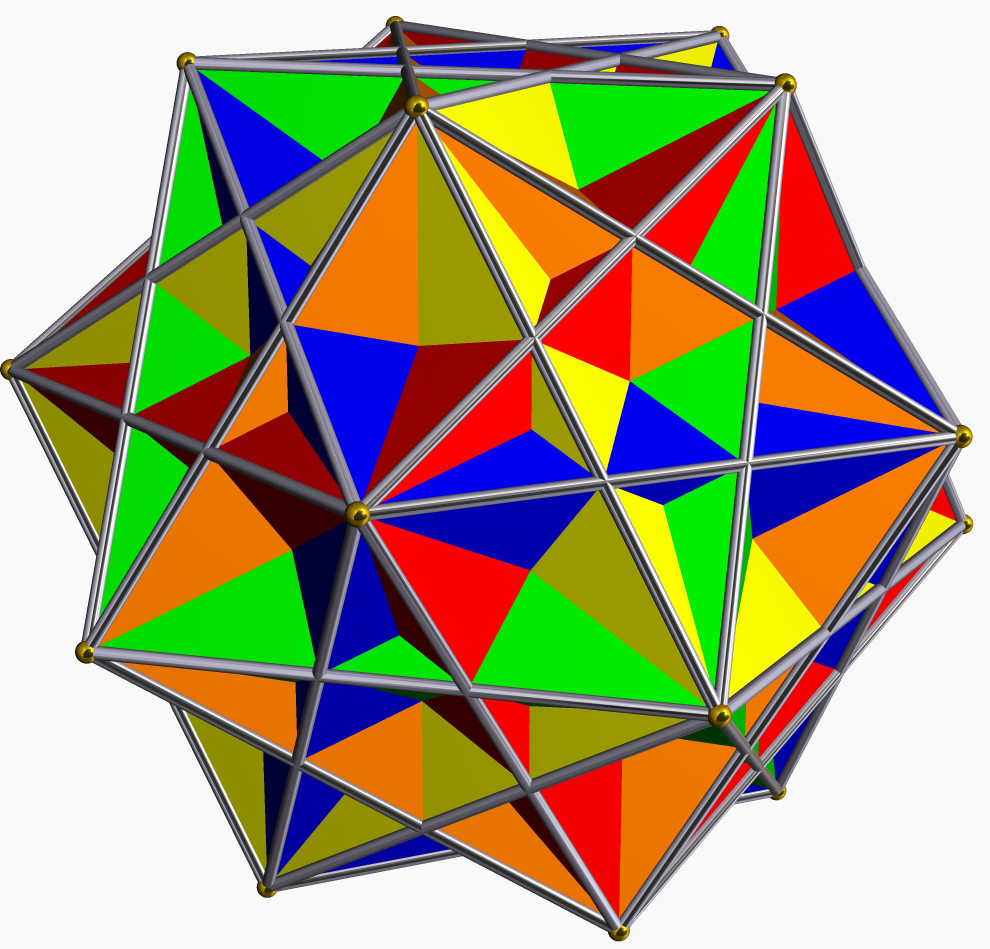
«Холодна суворість» складеного многогранника

Інтерес до чистої математики, відмінний від емпіричних досліджень, відзначається в багатьох цивілізацій, як от у давньогрецької, де «математикою займалися заради її краси». Проте, математичну красу можна відчути й за межами чистої математики. Наприклад, фізики отримують естетичну насолоду від загальної теорії відносності Ейнштейна, яку Поль Дірак пояснював її «великою математичною красою».
Нерідко математики розробляли нову галузь математики, яка спочатку не мала практичного застосування, але через певний час фізики помічали, що ці абстрактні математичні обчислення відбивають результати їхніх спостережень. Наприклад, теорія груп, розроблена на початку 1800-х років, єдиною метою якої була можливість розв'язання поліноміальних рівнянь, виявилася найбільш підхожим способом категоризації елементарних частинок — будівельних блоків матерії. Так само сталося і з теорією вузлів, де вузол розглядався лише як математичний об'єкт, але пізніше вона зробила значний внесок у теорію струн і теорію петльової квантової гравітації.
Отримання задоволення від маніпулювання числами і символами вимагає певного залучення в заняття математикою, тому будь-яке технологічне суспільство, що використовує цей надзвичайно корисний інструмент, неминуче відкриває її естетичний аспект. Пасивне ж спостереження не дозволяє оцінити всю силу математичної краси, оскільки її реципієнтами не є аудиторія або глядач у їх класичному розумінні. Бертран Рассел називав красу математики суворою.

## Прояви прекрасного в математиці
Френсіс Гатчесон у «Дослідженні про походження наших ідей краси і чесноти у двох трактатах» (1725) виділив такі характеристики естетичної краси математики:
- єдність у різноманітті;
- ідеал загальності наукових істин;
- набуття неочевидної істини, здогадки про яку вимагають доведень[12].

## Можливі пояснення краси математики

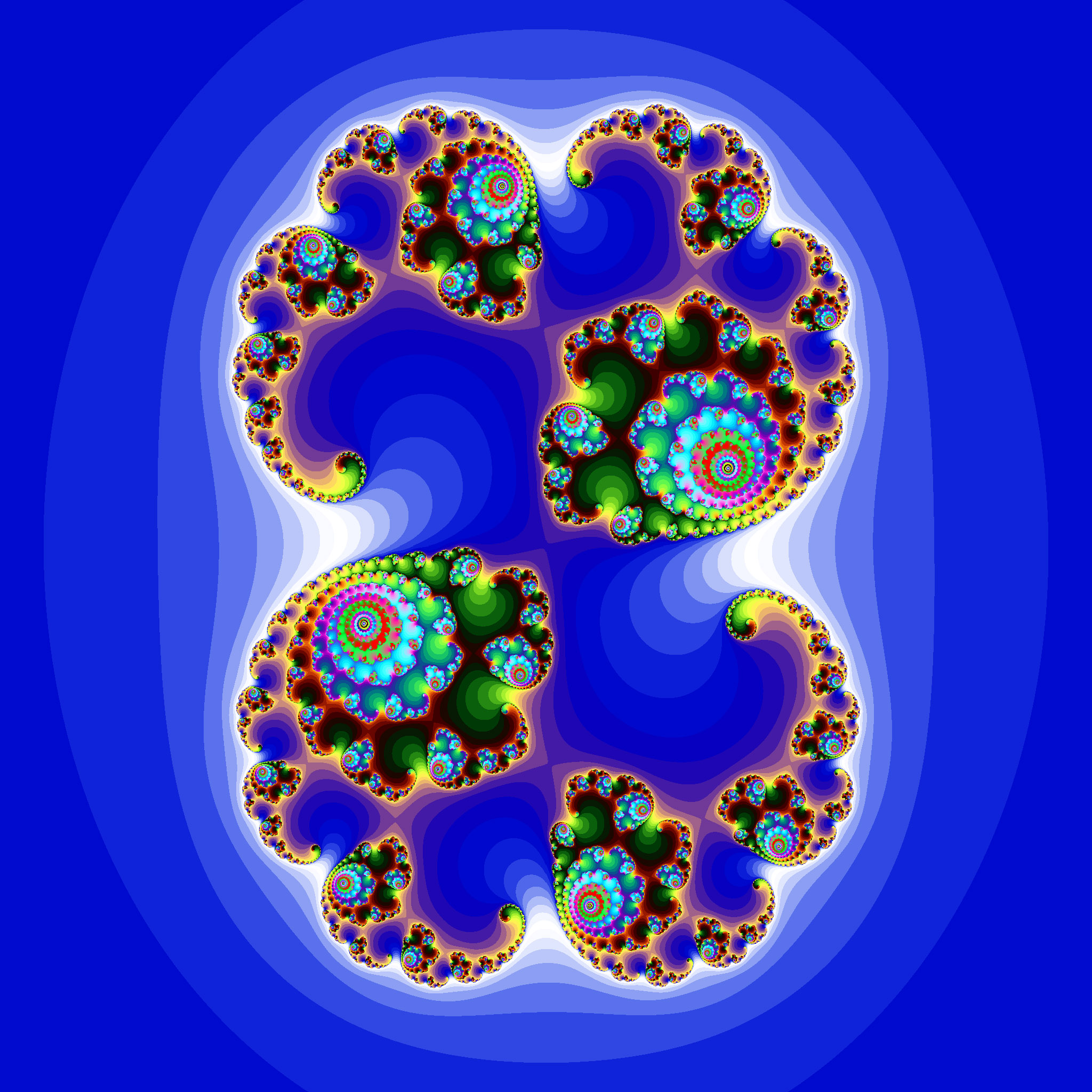
Одна з множин Жуліа

Пал Ердеш вважав так: коли розв'язок задачі був правильним, але здавався йому негарним, недостатньо витонченим і лаконічним, він зазвичай говорив: «Чудово, але давайте пошукаємо доведення з Книги» (тобто ідеального, платонічного збірника всіх математичних результатів, відомих і невідомих). Таким чином, усе записане в Книзі і математики лише читають її. Послідовники Ердеша Мартін Айгнер і Ґюнтер Ціглер опублікували книгу «Доведення з Книги», яка за п'ять років витримала три перевидання і була перекладена декількома мовами.

## Краса і філософія
Дехто з математиків дотримується думки, що досягнення їхньої науки можна з більшим правом називати не винаходом, а відкриттям, яке, за своїм змістом, ближче до відшукання:
Ви не знайдете дослідника, поета, художника, музиканта, який не скаже, що знайшов своє відкриття, вірш або картину готовими — що вони прийшли ззовні, а не були створені ним усвідомлено зсередини.Оригінальний текст (англ.)
There is no scientific discoverer, no poet, no painter, no musician, who will not tell you that he found ready made his discovery or poem or picture – that it came to him from outside, and that he did not consciously create it from within.— Вільям Кінгстон Кліффорд, із лекції в Королівському інституті на тему «Деякі умови розвитку мислення»
Крім того, математики, які дотримуються подібної точки зору, вважають, що докладні і точні результати математики можна справедливо вважати істинними незалежно від будови Всесвіту, в якому ми живемо. Наприклад, вони стверджують, що теорія натуральних чисел обґрунтована так, що принципово не вимагає конкретного контексту розгляду. Найрадикальніші з них приписують математичній красі абсолютну істинність, тим самим тяжіючи до містицизму.
Піфагорійці вірили в буквальну реальність чисел. Тому відкриття ірраціональних чисел стало тим більше для них дивним, оскільки можливість відношення двох натуральних чисел вони вважали свідченням недосконалості природи, невимовним — алогос (піфагорійський світогляд нічого не говорив про границі нескінченних послідовностей відношень натуральних чисел). Із сучасної точки зору такий містичний підхід, що передбачав єдність і нероздільність чисел і геометричних об'єктів, можна назвати нумерологією.
У філософії Платона існували два світи: світ речей, у якому ми живемо, і світ ідей, які необхідні для існування реального світу. У світ ідей входили також математичні ідеї.
Угорський математик Пал Ердеш вірив в існування уявної книги, в якій бог записав усі найпрекрасніші математичні доведення. І коли Ердеш хотів висловити захоплення доведенням, він вигукував: «О, це з Книги!».
Французький філософ XX століття Ален Бадью стверджує, що онтологія за своєю природою математична, оскільки математика може помислити множину як таку, а буття є непостійна множинність.
Дуже часто філософи-натуралісти й інші вчені, що широко користуються математичним методом, робили безпідставні висновки про зв'язок краси з істиною, які згодом виявлялися помилковими. Наприклад, на одному етапі свого життя Йоганн Кеплер вважав, що пропорції орбіт відомих у його час планет Сонячної системи встановлені Богом у відповідності з концентричним розташуванням п'яти платонівських тіл так, що кожна з орбіт одночасно розташована на сфері описаній навколо одного многогранника і вписаній в наступний.

## Краса і математична теорія інформації
У 1970-х роках Абраам Моль і Фрідер Наке проаналізували зв'язок між красою, обробкою інформації та теорією інформації. У 1990-х роках Юрген Шмідхубер сформулював математичну теорію, яка залежить від спостерігача і його суб'єктивного бачення краси, на основі алгоритмічної теорії інформації: найгарніші об'єкти серед тих, що суб'єкту здаються порівнянними між собою, мають короткі алгоритмічні описи, (тобто складність Колмогорова), і відносяться до того, що спостерігач вже знає. При цьому Шмідхубер проводить чітку межу між красивим і цікавим. Останнє відповідає першій похідній суб'єктивно сприйманої краси: спостерігач постійно намагається збільшити передбачуваність і стиснути спостережувані дані, виявляючи такі закономірності як повторення і симетрію, фрактальну самоподібність. Однак, щоразу коли процес навчання спостерігача (для цього можна використовувати прогнозувальну штучну нейронну мережу) дозволяє краще стиснути дані, тобто нинішнє спостереження можна описати меншою кількістю бітів, ніж попереднє, і відрізок часу, на якому спостерігач виявляє зацікавленість, відповідає коефіцієнту успішного стиснення і пропорційний власній винагороді спостерігача за свою цікавість, йдеться про цікаве, а не про красиве.